# Indeterminisme
Indeterminisme is de opvatting binnen de filosofie dat vrije wil en determinisme niet samen kunnen gaan en dat er gebeurtenissen zijn die niet corresponderen met het determinisme, die dus niet het resultaat zijn van oorzakelijke gebeurtenissen.
Als het determinisme geheel waar zou zijn, dan zijn mensen niet verantwoordelijk voor hun daden. Ze zouden immers per definitie gedetermineerd zijn om te doen wat ze doen. Om verantwoordelijk te zijn voor hun daden moeten mensen ten minste gedeeltelijk beschikken over een vrije wil. Een menselijke beslissing is niet meer dan een welbepaalde combinatie van elektronische signalen en chemische processen in de hersenen. Dat leek tot in de 19e eeuw in strijd te zijn met de wetenschappen, meer in het bijzonder de fysica. De fysica tot de 19e eeuw leerde dat alle natuurlijke processen gedetermineerd zijn. Een fysicalistische kijk op de wereld leek het bestaan van een vrije wil uit te sluiten en een deterministische kijk op te dringen. Dit is veranderd met de opkomst van de kwantummechanica, de interpretatie hiervan is nog steeds een belangrijke discussie binnen de natuurkunde. 
Aanhangers van het indeterminisme verdedigen het standpunt dat er gebeurtenissen of toestanden zijn die niet gedetermineerd zijn door hun oorzaken. Er zijn drie mogelijke opties:
- sommige gebeurtenissen kennen geen oorzaak
- sommige gebeurtenissen zijn veroorzaakt door niet-deterministische oorzaken
- sommige gebeurtenissen worden veroorzaakt door een externe partij

Als er gebeurtenissen of toestanden zijn zonder oorzaak, dan is het bestaan van een vrije wil minstens plausibel. 
Indeterminisme is gemakkelijk(er) verenigbaar met een theïstisch standpunt. God of een andere godheid is namelijk een voorbeeld van een concept zonder oorzaak, dus niet-gedetermineerd. Hij is oppermachtig en beschikt dus over volledige vrijheid. Hij is als het ware de opperste Vrije Wil; hij is de Eerste Oorzaak.